# 叙州路
叙州路，元至元十八年（1281年）升叙州置，治宜宾县（今市），辖境相当今四川省宜宾、自贡、富顺、南溪、高县等市县地。属叙南蛮夷宣抚司。明洪武六年（1373年）改为叙州府。